# Pepsin

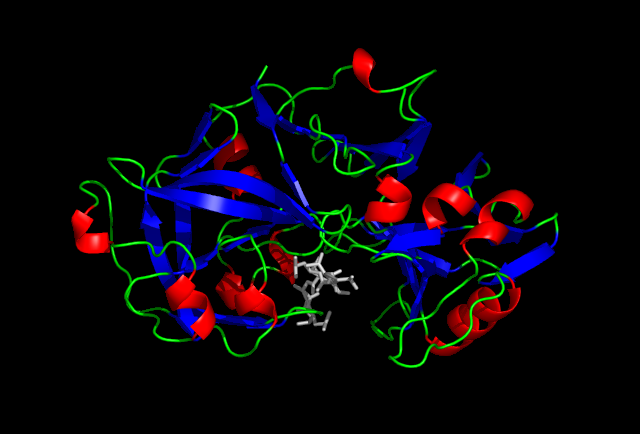
Pepsin sammanbundet med pepstatin

Pepsin är ett enzym i magsäcken som bryter ned proteiner från födan.
Pepsinet bildas i magsäcken; det inaktiva förstadiet till pepsin kallas pepsinogen. Spjälkningen av proteiner i magsäcken med hjälp av pepsin sker främst i den nedersta delen av magsäcken. Pepsin spjälkar cirka 10–15 procent av proteinet i födan, och produkten blir då peptider. Resterande proteiner från födan fortsätter sedan att spjälkas i tunntarmen, av enzymer som trypsin.